# Pouso Redondo
Pouso Redondo es un municipio brasileño del estado de Santa Catarina. Tiene una población estimada al 2022 de 17 123 habitantes. Forma parte de la Región metropolitana del Alto Valle de Itajaí.
Sus principales actividades económicas son la agricultura (cultivo de arroz y leche) y la industria cerámica. La mayor colonización de la región se originó entre alemanes e italianos.

## Toponimia
El nombre Pouso Redondo, del portugues para Aterrizaje redondo, viene dado ya que en el Siglo XIX el lugar era parada obligada para los ganaderos en su camino desde el interior del estado hacia la costa.

## Historia
Lugar de paso para los ganaderos en el 1800, el lugar comenzó un crecimiento habitacional a principios del Siglo XX, creándose así el distrito de Pouso Redondo en 1933. Se emancipó de Rio do Sul en 1958.